# Aeroportul Chulman
Aeroportul Chulman (IATA: NER, ICAO: UELL) este un aeroport din Chulman⁠(d), Q21843439⁠(d), Neryungrinsky District⁠(d), Iacutia, Rusia ce deservește zona Ciulman⁠(d). Aeroportul a fost tranzitat în 2018 de 115.336 de pasageri. A fost numit după zona deservită.
Situat la o altitudine de 857 m, aeroportul dispune de 1 pistă. Este operat de Polar Airlines⁠(d).

## Infrastructură

### Piste
Aeroportul dispune de o singură pistă. Pista are orientarea 08L/26R. 